# نمول أليفة الكالسيوم
نمول أليفة الكالسيوم (الاسم العلمي:Alternanthera calcicola) هو نوع من النباتات يتبع جنس النمول من الفصيلة القطيفية.